# Gate City
Gate City es una localidad del condado de Scott, Virginia, Estados Unidos. Según el censo de 2000 tenía una población de 2.159 habitantes y una densidad de población de 408.6 hab/km².

## Demografía
Según el censo de 2000, había 2.159 personas, 984 hogares y 604 familias residiendo en la localidad. La densidad de población era de 408,6 hab./km². Había 1.119 viviendas con una densidad media de 211,8 viviendas/km². El 95,69% de los habitantes eran blancos, el 3,80% afroamericanos, el 0,09% amerindios y el 0,42% pertenecía a dos o más razas. El 0,42% de la población eran hispanos o latinos de cualquier raza.
Según el censo, de los 984 hogares en el 23,7% había menores de 18 años, el 47,9% pertenecía a parejas casadas, el 11,0% tenía a una mujer como cabeza de familia, y el 38,6% no eran familias. El 36,2% de los hogares estaba compuesto por un único individuo, y el 19,7% pertenecía a alguien mayor de 65 años viviendo solo. El tamaño promedio de los hogares era de 2,16 personas y el de las familias de 2,81.
La población estaba distribuida en un 20,0% de habitantes menores de 18 años, un 7,3% entre 18 y 24 años, un 25,7% de 25 a 44, un 24,8% de 45 a 64, y un 22,2% de 65 años o mayores. La media de edad era 43 años. Por cada 100 mujeres había 87,7 hombres. Por cada 100 mujeres de 18 años o más, había 81,0 hombres.
Los ingresos medios por hogar en la localidad eran de 31.875 dólares ($), y los ingresos medios por familia eran 48.068 $. Los hombres tenían unos ingresos medios de 35.875 $ frente a los 22.292 $ para las mujeres. La renta per cápita para la ciudad era de 19.268 $. El 13,5% de la población y el 4,1% de las familias estaban por debajo del umbral de pobreza. El 15,9% de los menores de 18 años y el 22,9% de los habitantes de 65 años o más vivían por debajo del umbral de pobreza.

## Geografía
Según la Oficina del Censo de los Estados Unidos, Gate City tiene un área total de 5,3 km² de los cuales 5,3 km² corresponden a tierra firme y 0,1 km² a agua. El porcentaje total de superficie con agua es 0,97%.